# Victor Amadeus (Hessen-Rotenburg)

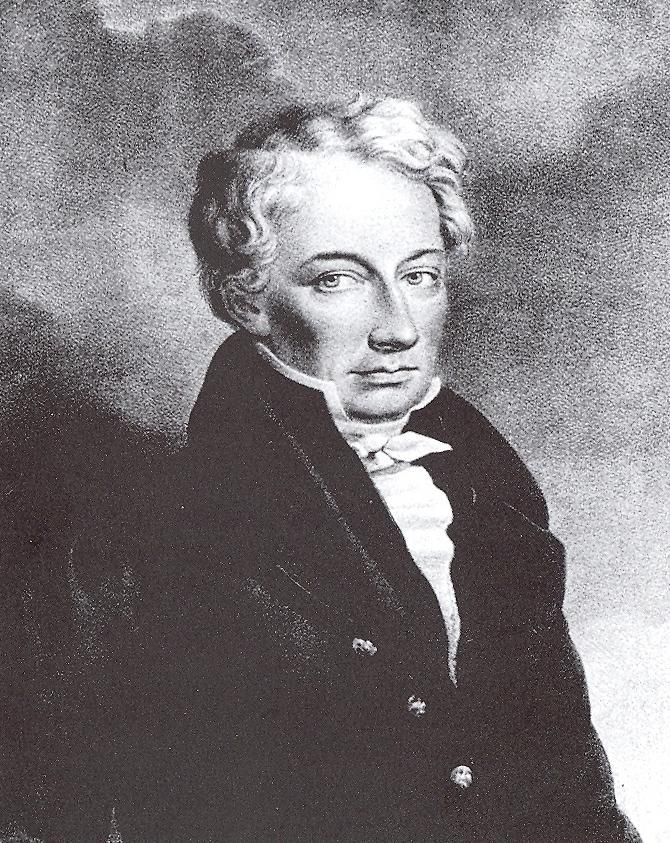
Victor Amadeus

Victor Amadeus von Hessen-Rotenburg (* 2. September 1779 auf Schloss Rotenburg; † 12. November 1834 in Zembowitz, Landkreis Rosenberg O.S.) war der letzte Landgraf von Hessen-Rotenburg ab 1812, ab 1815 Fürst von Corvey und ab 1821 Herzog von Ratibor.

## Leben
Victor Amadeus war ein Sohn des Landgrafen Karl Emanuel von Hessen-Rotenburg (1746–1812) und dessen Gemahlin Leopoldine (1754–1823), Tochter des Fürsten Franz Josef I. von und zu Liechtenstein. In die Regierungszeit Karl Emanuels fiel 1806 die Besetzung Kurhessens durch Napoléon und 1807 die Einrichtung des Königreichs Westphalen für Napoléons jüngsten Bruder Jérôme Bonaparte. Die Teilsouveränität der Landgrafschaft Hessen-Rotenburg wurde dabei jedoch weiterhin anerkannt.
Als König Jérôme von Westphalen Victor Amadeus ungefragt zu seinem Kammerherrn ernannte, lehnte Victor Amadeus dies mit dem Hinweis ab, er sei kaiserlicher Untertan: Zu Hessen-Rotenburg gehörten auch Sankt Goar und die Burg Rheinfels, und die waren inzwischen Teil von Napoléons Kaiserreich geworden. Darauf beschuldigte ihn Jérôme der Felonie, woraufhin Victor Amadeus nach St. Goar floh. Der Kaiser erklärte den Prinzen schließlich zum westphälischen Untertan. Nach dem Tod seines Vaters sah Victor Amadeus sich gezwungen, dem ungeliebten König das Palais Hessen-Rotenburg in Kassel zu übertragen, um eine dem vertriebenen Kurfürsten von Hessen-Kassel geschuldete und nun von Jérôme beanspruchte Summe von 35.000 Talern zu tilgen. Erst nach der Übergabe des Palais bestätigte ihn Jérôme am 10. Juli 1813 als Prinz; Victor Amadeus weigerte sich jedoch weiterhin, in die Dienste Jérômes zu treten.
Nach der Restitution von Kurhessen im Jahre 1813 trat Victor Amadeus wieder in seine ungeschmälerten Rechte als Landgraf von Hessen-Rotenburg ein. 1820 erhielt er, in Spätfolge des Wiener Kongresses von 1815, als Ersatz für die 1807 an Frankreich verlorenen und 1815 an Preußen gefallenen Gebiete links des Rheins (St. Goar und Burg Rheinfels) vom König von Preußen die gleichzeitig zu Mediatfürstentümern erhobenen Herrschaften Ratibor und Corvey, beide unter preußischer Landeshoheit, als Allodialvermögen.
Bei der Erstellung der neuen Verfassungsurkunde zur Verwaltungsreform 1821 in Kurhessen lehnte er jede Mitwirkung ab. Er betrachtete die Bestimmungen als unverbindlich für sich und seine Besitzungen. Wiederholt gab es Unterhandlungen mit dem Landgrafen, um ihn gegen ein Abfindungsquantum, welches anfangs 450.000 Taler betrug, zur Abtretung aller seiner Rechte und Grundbesitzungen in Hessen zu bewegen. In den Jahren 1825 bis 1833 verlegte er die Rotenburger Hofbibliothek mit ihren 36.000 Bänden nach Corvey, wo sie heute als Fürstliche Bibliothek Corvey weiter besteht.

## Familie
Sein Pate war ein Onkel aus der verwandten Königsfamilie Savoyen. Victor Amadeus war der letzte Landgraf von Hessen-Rotenburg. In erster Ehe war er ab 1799 mit Leopoldina von Fürstenberg-Stühlingen kinderlos verheiratet. Nach deren Tod 1806 heiratete er 1812 Elisabeth zu Hohenlohe-Langenburg, die eine tote Tochter gebar. Nach dem Tod seiner zweiten Frau 1830 heiratete Victor Amadeus 1831 Eleonore von Salm-Reifferscheidt-Krautheim, die Tochter von Franz Wilhelm zu Salm-Reifferscheidt. Auch diese Ehe blieb kinderlos. Damit erlosch 1834 das Haus Hessen-Rotenburg und die Rotenburger Quart fiel nach über 200 Jahren an Hessen-Kassel zurück.
Seine außerhessischen Besitzungen Ratibor und Corvey vererbte er mit Testament von 1825 seinem Neffen Victor zu Hohenlohe-Schillingsfürst, den Erbprinzen zu Hohenlohe-Schillingsfürst. Erbprinz Viktor nahm mit seiner Volljährigkeit 1840 unter Verzicht auf seine Schillingsfürster Erbansprüche den Titel Herzog von Ratibor und Fürst von Corvey an.